# Bội số
Trong toán học, bội số hay bội là tích giữa một số bất kì với một số nguyên. Nói cách khác, với các số a và b, ta nói b là một bội của a nếu {\displaystyle b=n\cdot a} với mọi số nguyên n, trong đó n được gọi là số nhân. Nếu a khác không, đồng nghĩa với nói rằng b/a là một số nguyên, tức là bội của một số là một số chứa một lượng số nguyên của số đó mà không có số dư..
Trong toán học, khi a và b đều là số nguyên, và b là một bội số của a, lúc đó a được gọi là một ước số của b. Nếu a và b không phải là số nguyên, các nhà toán học sẽ dùng từ bội số nguyên thay vì bội số, để làm rõ vấn đề. Thực tế, bội số còn được dùng với nhiều nghĩa khác; ví dụ: đa thức P là một bội số của đa thức Q nếu tồn tại một đa thức R sao cho {\displaystyle P=Q\cdot R}.
Trong nhiều trường hợp , "a là một ước số của b" có nghĩa là "b là một bội số nguyên của a". Thuật ngữ này cũng được dùng với các đơn vị đo (ví dụ như BIPM và NIST), trong đó một ước số của một đơn vị chính là một đơn vị, được đặt tên bằng cách đặt thêm tiền tố vào tên của đơn vị chính, được định nghĩa là thương số của đơn vị chính và một số nguyên, thông thường là 103 (1000). Ví dụ, một milimét là ước số gấp 1000 lần của một mét. Ví dụ khác, một inch có thể được xem là ước số gấp 12 lần của một foot, hay ước số gấp 36 lần của một yard.

## Kí hiệu
Tập hợp các bội của một số nguyên a ký hiệu là B(a).
Ta có: {\displaystyle B(a)=\{0,a,2a,3a,...\}}

## Ví dụ
14, 35, 21 và 0 là các bội của 7, còn 5 và –6 thì không. Vì tồn tại số nguyên khi nhân với 7 sẽ cho ra kết quả là 14, 35, 21 và 0, nhưng không có bất kì số nguyên nào mà nhân với 7 có thể cho ra kết quả là 5 và –6. Sau đây là các số trên viết dưới dạng phép nhân với một thừa số là 7:
- {\displaystyle 14=7\times 2}
- {\displaystyle 35=7\times 5}
- {\displaystyle 21=7\times 3}
- {\displaystyle 0=7\times 0}
- {\displaystyle 5=7\times (5/7),\quad 5/7} là một số hữu tỉ, không phải số nguyên
- {\displaystyle -6=7\times (-6/7),\quad -6/7} là một số hữu tỉ, không phải số nguyên.

## Tính chất
- 0 là bội của mọi số trừ chính nó ({\displaystyle 0=0\times b}).
- Mọi số nguyên đều là bội của 1 ({\displaystyle b=b\times 1}).
- Tích của một số nguyên bất kì {\displaystyle n} và một số nguyên bất kì nào khác cũng là một bội số của {\displaystyle n}. Đặc biệt, {\displaystyle n}, tức là bằng {\displaystyle n\times 1}, cũng là một bội số của {\displaystyle n} (mọi số nguyên đều là bội của chính nó), bởi vì 1 là số nguyên.
- Nếu {\displaystyle a} và {\displaystyle b} đều là bội của {\displaystyle x} thì {\displaystyle a+b} và {\displaystyle a-b} cũng là bội của {\displaystyle x}.[10]